# Артюков, Василий Алексеевич
Артюков Василий Алексеевич (1920, Ставропольская губерния – 1978, Тернополь) — командир огневого взвода батареи 76-мм орудий 174-го гвардейского Перемышльского ордена Богдана Хмельницкого артиллерийско-миномётного полка 1-й гвардейской Ставропольской ордена Ленина Краснознаменной орденов Суворова и Богдана Хмельницкого кавалерийской дивизии 1-го гвардейского Житомирского Краснознаменного кавалерийского корпуса 1-го Украинского фронта, гвардии старшина.

## Биография
Василий Алексеевич Артюков родился в крестьянинской семье 7 апреля 1920 года в селе Нагут (в настоящее время Минераловодский район Ставропольского края). В 1939 году окончил педагогическое училище. Работал учителем в школе родного села.
14 октября 1939 года был призван в ряды Красной Армии. С первых дней на фронтах Великой Отечественной войны.
Василий Артюков, обороняя Москву, в должности командира орудия отбивал атаки танков и пехоты противника. Был представлен к награждению орденом Красного Знамени. 31 мая 1942 года приказом командующего войсками Западного фронта награждён орденом Красной Звезды.
За боевые отличия при обороне Москвы дивизия была преобразована в 1-ю гвардейскую кавалерийскую, а дивизион — в 1-й (с 20 мая 1943 года — 174-й) гвардейский
артиллерийско-миномётный полк.
28 ноября 1943 года он временно временно командовал артиллерийским взводом. В ходе боя занял открытую огневую позицию и, при отражении атак противника, поджег два танка, две бронемашины и уничтожил до 100 гитлеровцев. Своим точным огнём артиллеристы помогли удержать занимаемые позиции кавалерийским подразделениям корпуса. Приказом командира корпуса 22 января 1944 года гвардии рядовой Артюков был награждён орденом Отечественной войны 2-й степени.
28 февраля 1944 года возле города Луцк Волынскойо бласти УССР он, будучи старшим на батарее, организовал отражение танковой атаки противника. В ходе боя было сожжено 3 танка противника, 2 подбито, уничтожено до 50 солдат. Сам Василий Артюков лично встал к прицелу и, работая за наводчика, уничтожил один танк и два подбил.
12 марта 1944 года приказом командира 1-й гвардейской кавалерийской дивизии 1944 года гвардии рядовой Артюков Василий Алексеевич награждён орденом Славы 3-й степени.
В боях в районе польского города Кросно противник в ночь на 1 августа 1944 года обошёл фланг 1-го гвардейского кавалерийского полка и внезапным ударом отрезал тылы полка, выйдя в район огневых позиций артиллерийской батареи. Будучи старшим на батарее, Василий Артюков организовал круговую оборону и отразил атаку противника, который потерял в этом бою более 25 человек убитыми. Командованием полка был вновь представлен к награждению орденом Красного Знамени. 20 сентября 1944 года приказом командующего войсками 1-го Украинского фронта года гвардии старшина Артюков Василий Алексеевич награждён орденом Славы 2-й степени.
28 апреля 1945 года 1-я гвардейская кавалерийская дивизия форсировала реку Эльба. Взвод старшины Артюкова поддерживал действия 1-го гвардейского кавалерийского полка, Который прикрывал переправу. Во второй половине дня противник, сосредоточив значительные силы пехоты, при поддержке танков и бронетранспортеров перешёл в наступление. Отражая атаку, артиллеристы уничтожили три танка и три бронетранспортера. В критический момент боя, когда тяжелый танк противника «Т-VI» разбил одно орудие и уже находился в 150 метрах от огневой позиции, Василий Артюков встал к прицелу и тремя выстрелами подбил танк.
Указом Президиума Верховного Совета СССР от 27 июня 1945 года гвардии старшина Артюков Василий Алексеевич награждён орденом Славы 1-й степени.
В 1946 году в звании младшего лейтенанта Василий Артюков был демобилизован. Жил на Украине в городе Тернополь. Работал управдомом, старшим мастером коммунального автохозяйства.
Василий Артюков умер 28 апреля 1978 года. Похоронен в городе Тернополь.

## Память
- Похоронен в воинском квартале кладбища в городе Тернополь.